# 크로모클로리스 조핑기엔시스
크로모클로리스 조핑기엔시스(Chromochloris zofingiensis)는 녹조강 스파이로플레아목에 속하는 녹조류의 일종이다. 크로모클로리스과(Chromochloridaceae)와 크로모클로리스속(Chromochloris)의 유일종이다.